# Província de Taiwan (República Popular da China)
Província de Taiwan  (chinês tradicional: 臺灣省 or 台灣省, chinês simplificado: 台湾省, pinyin: Táiwān shěng), chamada originalmente de "província rebelde" pelo governo chinês, é o nome oficial, na legislação interna da República Popular da China, para se referir a Taiwan e suas ilhas como uma província e parte do território nacional.
Contrastando com a Província de Taiwan da República da China, o qual exclui alguns municípios controlados diretamente na ilha de Taiwan, a área reivindicada pela República Popular da China inclui toda a Ilha Formosa e as ilhas circundantes, incluindo as Ilhas Pescadores. Entretanto, a República Popular da China (ao contrário de Hong Kong e Macau) não possui nenhum controle real sobre o território e este é apenas um termo administrativo. Os meios de comunicação da República Popular da China a nomeiam de "Taiwan, China" para retratar Taiwan sob a sua soberania.
Embora a República Popular da China reivindique a Província de Taiwan como sendo seu território legítimo, reconhece que a Província de Taiwan está fora do seu território real e não mantém um governo sombra ou governo no exílio. No entanto, o seu parlamento inclui legisladores para representar Taiwan, que são eleitos por uma comunidade taiwanesa residente na China continental. Em deferência à alegação da República Popular da China, as Nações Unidas para fins oficiais referem-se a Área de Taiwan como "Taiwan, Província da China".
O estatuto político de Taiwan é complexo e a área nunca foi controlada pela República Popular da China. Taiwan tem sido controlada pela República da China desde 1945. A República Popular da China considera-se o Estado sucessor e a única autoridade legítima na China contra a República da China desde a sua fundação em 1949, e considera Taiwan como parte da "China indivisível".
Uma vez que a República Popular da China sustenta a opinião que sucedeu a República da China (histórica) inteiramente desde 1 de outubro de 1949, considera que todas as alterações de fronteira da Província de Taiwan feitas pela República da China após essa data (principalmente a criação de várias cidades como municípios diretamente administrados pelo governo da República da China) como sendo ilegítimas. Como resultado, os mapas publicados pela República Popular da China (e outras fontes que adotam pontos de vista da China popular) mostram a Província de Taiwan de acordo com as suas fronteiras pré-1949, tal como (por exemplo) Taipei sendo a capital da Província de Taiwan, em vez de um município diretamente administrado.